# Рыбхоз (Московская область)
Рыбхоз — посёлок в Ногинском районе Московской области России, входит в состав городского поселения Старая Купавна.

## Население
| 2002 | 2006 | 2010 |
| ---- | ---- | ---- |
| 485  | ↘477 | ↗853 |

## География
Посёлок Рыбхоз расположен на востоке Московской области, в юго-западной части Ногинского района, примерно в 18 км к востоку от Московской кольцевой автодороги и 22 км к юго-западу от центра города Ногинска, севернее озера Бисерово, рядом с водохранилищами Бисеровского рыбокомбината.
В 4 км южнее посёлка проходят Носовихинское шоссе и пути Горьковского направления Московской железной дороги, в 3 км к северу — Горьковское шоссе М7, в 5,5 км к юго-востоку — Кудиновское шоссе Р109, в 7 км к востоку — пути хордовой линии Мытищи — Фрязево Ярославского направления Московской железной дороги.
Ближайший населённый пункт — село Бисерово.
В посёлке четыре микрорайона; четыре улицы — Васильковая, Вишнёвая, Ромашковая и Бисеровское шоссе; приписано садоводческое товарищество (СНТ). Связан автобусным сообщением с городом Старой Купавной и железнодорожной станцией Купавна.

## История
В 2006 году посёлок Рыбхоз, административно-подчинённый городу Старая Купавна, вошёл в состав городского поселения Старая Купавна Ногинского муниципального района Московской области.